# Геворк Ачемян
Гево́рк Ачемя́н (вірм. Գևորգ Աճեմյան; 23 травня 1932, Манбідж, Сирія — 27 грудня 1998, Ліон, Франція) — вірменський письменник та громадський діяч. Один із засновників бойової організації АСАЛА.

## Біографія
Народився у Сирії в сім'ї вірменських біженців. У ранньому віці переїхав до Бейрута, навчався в Американському університеті Бейрута, де організував книжковий магазин.
Видний представник нового літературного напряму зарубіжної вірменської прози 1960-х. Писав вірменською та англійською мовами, видавався в Лівані, СРСР, США. Ачемяну-письменнику притаманні напруженість сюжету, грубий реалізм.
Брав участь у створенні АСАЛА, розробляв політичну лінію організації. Один з найвідоміших романів Ачемяна — «Ардгохі жарангорднере», про життя вірменської молоді в Лівані в 1970-х роках.
У 1978—1989 рр. — редактор журналу «Спюрк», зі сторінок якого виступав на захист Гургена Янікяна і прав вірмен на повернення в Західну Вірменію, ще до початку Карабахського руху звертався до проблем вірменського населення Карабаху і Нахічевані. Входив до оргкомітету Першого вірменського конгресу (Париж, 1979 р.).
Помер у Ліоні, Франція.
У 1999 році були видані кращі публіцистичні роботи Ачемяна.

## Книги
- Згадаймо коли-небудь Західну Вірменію? — Бейрут, 1998.
- Rulling over the Ruins. — USA, 1999.
- A Time for Terror. — USA, 2000.